# Симо-Камагари
Симо́-Камага́ри (яп. 下蒲刈島 Симо-Камагари-дзима, «остров Нижний Камагари») — остров во Внутреннем Японском море. Принадлежит группе островов Гэйё. Площадь — 7,927 км², население — 2223 чел. Расположен на юго-западе префектуры Хиросима, на юге города Куре. Входит в состав квартала Симо-Камагари, бывшей деревни Симо-Камагари.

## География
Симо-Камагари расположен в западной части Внутреннего Японского моря. На севере его омывают воды пролива Менэко, на востоке — воды пролива Санносэ, а на юге и западе — воды моря Аки.
На север от Симо-Камагари расположен порт Нигата города Куре, с которым он соединён мостом Акинада. На востоке лежит остров Ками-Камагари, сообщение с которым осуществляется по мосту Камагари. На юге, в районе юго-восточного мыса Бычья голова (яп. 牛ケ首 Усигакуби), расположены 4 небольших острова-скалы.
Территория Симо-Камагари покрыта крутыми горами и холмами. Наивысшая точка — гора Охира, высотой 275 м.
Жильё сконцентрировано в районах Мисиро — северном районе Симо-Камагари, который используется для пережидания западного штормового ветра; Санносэ — восточном районе, который служил политико-административным центром острова, и О-Дзидзо — южном районе Симо-Камагари.

## Населённые пункты
Исторически на территории Симо-Камагари существовало два поселения: Санносэ и Симодзима. Первое было социально-административным центром острова, в котором находился порт на пути из столицы Киото до Кюсю и пиратский замок.
1 апреля 1889 года Санносэ и Симодзима вошли в состав новообразованной деревни Камагаридзима уезда Аки префектуры Хиросима. 27 июля 1891 года эти поселения отделились в деревню Симо-Камагаридзима, которая 1 января 1962 года была переименована в посёлок Симо-Камагари.
1 апреля 2003 года посёлок Симо-Камагари стал составной частью города Куре префектуры Хиросима.

## Экономика
Основой экономики Симо-Камагари является сельское хозяйство — выращивание мандаринов, клубники, овощей и картофеля. В прибрежных районах занимаются рыболовными промыслами. На севере острова, на Белом мысе (яп. 白崎 Сиросаки), добывают известняк. Из-за хозяйственной ограниченности Симо-Камагари большинство жителей выезжают на работу в Куре и Хиросиму.